# Steal (filme)
Steal, ou Riders (br: Steal - Fuga Alucinada) é um filme de ação de 2002. Os principais elementos do elenco são Stephen Dorff, Natasha Henstridge, Bruce Payne e Steven Berkoff. Dirigido por Gérard Pirès e escrito por Mark Ezra e Gérard Pirès.

## Sinopse
Uma quadrilha de quatro jovens, encabeçada pelo engenhoso Slim, planeja e executa na perfeição arriscados assaltos a bancos, fugindo dos locais de modo desportivamente radical. Enquanto procuram desfazer-se de uns títulos que, inadvertidamente, levaram do primeiro banco, são perseguidos por um polícia corrupto e perverso que procura usar os jovens para seu benefício financeiro, e pelo reverendo Surtayne, um sádico assassino a soldo, encarregado de reaver os títulos desaparecidos.

## Elenco
- Stephen Dorff — Slim
- Natasha Henstridge — Karen
- Bruce Payne — Jake Macgruder
- Steven Berkoff — Surtayne
- Clé Bennett — Otis
- Steven McCarthy — Frank
- Karen Cliche — Alex
- Andreas Apergis — Nixdorfer
- Tom McCamus — Creep
- Alain Goulem — Lou Pandelis
- Morgan Kelly — Pink Faced Guy
- Marc Trottier — Jason
- Brett Watson — Roy Hamilton

## Crítica
Steal tem recepção desfavorável por parte da crítica profissional. O Tomatometer atual no Rotten Tomatoes alcança 29%, por parte da audiência tem 36% de aprovação.